# Klaus Toppmöller
Klaus Toppmöller (Rivenich, Alemania Federal, 12 de agosto de 1951) es un exfutbolista alemán que se desempeñó como delantero, y también ejerce como entrenador, aunque actualmente se encuentra sin equipo.
Tiene tres participaciones con la selección de fútbol de Alemania Federal.

## Clubes

### Jugador
| Club                  | País             | Año       |
| --------------------- | ---------------- | --------- |
| SV Eintracht Trier 05 | Alemania Federal | 1969-1972 |
| 1. FC Kaiserslautern  | Alemania Federal | 1972-1980 |
| Dallas Tornado        | Estados Unidos   | 1980      |
| Calgary Boomers       | Canadá           | 1981      |
| FSV Salmrohr          | Alemania Federal | 1981-1987 |

### Entrenador
| Club                 | País             | Año       |
| -------------------- | ---------------- | --------- |
| FSV Salmrohr         | Alemania Federal | 1987-1988 |
| SSV Ulm 1846         | Alemania Federal | 1988-1990 |
| FC Erzgebirge Aue    | Alemania         | 1990-1991 |
| Waldhof Mannheim     | Alemania         | 1991-1993 |
| Eintracht Fráncfort  | Alemania         | 1993-1994 |
| VfL Bochum           | Alemania         | 1994-1999 |
| 1. FC Saarbrücken    | Alemania         | 1999-2000 |
| Bayer 04 Leverkusen  | Alemania         | 2001-2003 |
| Hamburgo SV          | Alemania         | 2003-2004 |
| Selección de Georgia | Georgia          | 2006-2008 |

- Datos: Q508529